# فيلي روس
فيلي روس (بالإنجليزية: Willie Ross)‏ (2 مايو 1919 بغلاسكو في المملكة المتحدة - 1 يناير 1990) هو مدرب كرة قدم ولاعب كرة قدم بريطاني (وحمل سابقاً جنسية المملكة المتحدة لبريطانيا العظمى وأيرلندا) في مركز الهجوم. لعب مع برادفورد سيتي وبورتاداون ونادي اربوراث ويوكر أثلتيك ‏.